# Мунарев
Мунарев — древнерусский город в Киевском княжестве, впервые упомянутый в летописи под 1150 годом. Весной 1159 года дорогобужский князь Владимир Андреевич вместе с племянником великого князя Ростислава Мстиславича, князем Ярославом Изяславичем, и галичанами между Мунаревом и Ярополчем разбил половцев и отнял у них полон. Вероятно, город был уничтожен во время монголо-татарского нашествия.
По данным А. В. Кузы, остатками Мунарева является городище у села Великая Снетинка в Фастовском районе Киевской области. Оно расположено на мысу на юго-западной окраине села. Укреплённая площадь составляла 0,5 га. С напольной стороны прослеживаются вал и ров. Следы невысокого вала прослеживаются также по периметру площадки. На северном склоне заметны остатки второго вала. На городище и примыкающем к нему с юго-востока селище встречается гончарная древнерусская (XII—XIII века) керамика. Недалеко от городища находится исток реки Стугна.
По версии Л. В. Войтовича, город находился вблизи Болохова, то есть западнее, с чем сочетается известие Ипатьевской летописи о том, что в 1150 году Владимирко, князь галицкий, «перешед Болохово, идеть мимо Мунарева к Володареву».